# Transzkripciós faktor

A transzkripciós faktorok működése

A transzkripciós faktorok olyan fehérjék, amelyek a DNS-hez kötődve elősegítik vagy gátolják egy-egy gén kifejeződését, vagyis, hogy róluk mRNS-átíródás (transzkripció) történjen. Ezt a feladatot egyedül, vagy más proteinekkel (kofaktorokkal) kooperálva végzik.

## Áttekintés
A transzkripciós faktorok a génműködés szabályozói és így minden élőlényben megtalálhatóak. Számuk a gének számával együtt nő, de a nagyobb genomokban az egy génre eső transzkripciós faktorok száma is magasabb. Az ember genomja becslések szerint 2600 olyan fehérjét kódol, amelynek DNS-kötő doménje van; amikről fel lehet tételezni, hogy transzkripciós faktorok (mások szerint a tényleges szám ennél alacsonyabb). Mindenesetre az összes gén kb. 10%-a tartozik a szabályozók közé, amely így a legnagyobb humán fehérjecsaládnak tekinthető. Egy gént több transzkripciós faktor is szabályozhat, mindkét végükön találhatók kötőhelyek, és a hatékony génkifejeződéshez ezeknek a fehérjéknek az együttes működése szükséges (ilyenek például a hepatocita nukleáris faktorok). Így a mintegy 2000 humán transzkripciós faktor különböző kombinációkban akár valamennyi gén számára egyedi szabályozást képes biztosítani.

## Működésük
A transzkripciós faktorok a gének enhancer vagy promoter régiójához kötődnek. Hatásuk egyaránt lehet gátló vagy stimuláló. Hatásmechanizmusuk különböző lehet:
- stabilizálják vagy blokkolják az RNS-polimeráz DNS-hez való kötődését
- közvetlenül vagy közvetve acetilálják vagy deacetilálják a hisztonfehérjéket[10]
  - a hiszton-acetiltranszferáz aktivitás révén acetilcsoporttal látják el a hisztonokat, amellyel meggyengítik DNS-kötő képességüket. A DNS-hez az átíró enzimek így könnyebben hozzáférnek, vagyis a génkifejeződés fokozódik
  - a hiszton-deacetiláz funkcióval eltávolítják az acetilcsoportokat, megerősítik a hiszon-kromoszóma kötődést, csökkentik a génkifejeződést
- további koaktivátor- vagy korepresszor-fehérjék megkötésével fokozzák vagy gyengítik a transzkripciós faktor-DNS komplex stabilitását[11]

## Feladataik
A gének működésének szabályozásával a transzkripciós faktorok a sejt, illetve a szervezet szinte minden folyamatának alapvető résztvevői.
Az eukarióta szervezetekben az ún. általános transzkripciós faktorok minden génátírásnak szükséges résztvevői. Sokan közülük nem is kötnek közvetlenül a DNS-hez, hanem az RNS-polimerázhoz kapcsolódó  transzkripciós preiniciációs komplex részei. Leggyakoribb képviselőik a TFIIA, TFIIB, TFIID, TFIIE, TFIIF és TFIIH. A preiniciációs komplex aztán a gén előtt elhelyezkedő promoterhez kötődik.
Több olyan transzkripciós faktor is ismert, amely az egyedfejlődést irányító géneket szabályozzák.  Ezeken a géneken keresztül a faktorok határozzák meg a sejtek differenciálódását és a szervezet kialakulását. Például a Hox géncsalád tagjai olyan transzkripciós faktorokat kódolnak, amelyek a rovaroktól az emberig meghatározzák a testtájak alapvető szerveződését. Az Y-kromoszómán található SRY (Sex-determining Region Y) gén terméke pedig a férfiakban a herék fejlődését indítja el.
A transzkripciós faktorok fontos közvetítő szerepet játszanak a sejtek kémiai (pl. hormonális vagy egyéb) jelekre adott válaszában. A szignáltranszdukció során ilyen faktorok aktiválódnak, amelyek aztán be- vagy kikapcsolják az érintett gének működését. Az egyik ilyen, viszonylag rövid jelátviteli útvonal az ösztrogén esete. A petefészek vagy a méhlepény által termelt ösztrogén áthatol a célsejtek membránján és citoplazmában a transzkripciós faktorként is működő ösztrogénreceptorhoz köt. Az aktivált receptor a sejtmagba vándorol és ott közvetlenül a DNS-hez kapcsolódva beindítja egyes gének működését.
Nem csak a szervezet belső jelátviteli mechanizmusaiban vesznek részt, hanem a környezeti hatásokra adott válaszokban is. Ilyenek a hősokkfaktorok, amelyek a magas hőmérséklet tolerálásához szükséges géneket aktiválják; a indukálható hipoxiás faktor, amely az alacsony oxigénszinthez való alkalmazkodást segíti; vagy a szterolszabályozó elemet kötő fehérje (angol rövidítéssel SREBP), amely a sejt megfelelő belső lipidszintjét szabályozza.
A sejtosztódás szabályozásában részt vevő transzkripciós faktorok protoonkogénként vagy tumorszupresszorként is viselkedhetnek. Ilyen a Myc onkogén, amely a sejtciklus és az apoptózis regulációját végzi.
Egyes kórokozók olyan transzkripciós faktorokat termelnek, amelyekkel befolyásolják a gazdaszervezetet és megkönnyítik a fertőzést. Ilyenek a Xanthomonas baktérium  TAL-effektorjai, amelyek behatolnak a megfertőzött növények sejtmagjaiba és a baktérium érdekeinek megfelelően módosítják a génkifejeződést.

## Szabályozásuk
A biológiai rendszerek sok esetben többszintű szabályozással rendelkeznek, így a transzkripciós faktorok működése is kontrollált (sok esetben más transzkripciós faktorok által). A kontrollnak több módja is lehetséges:
- szintézis – a faktorok fehérjék, vagyis nekik is van génjük, melynek átíródása szabályozott. Ennek érdekes esete, amikor a transzkripciós faktor önmagát kontrollálja, a saját génjét képes represszálni, létrehozva így egy negatív visszacsatolási hurkot, ami biztosítja, hogy a faktor szintje a sejtben nem halad meg egy alacsony mértéket.
- transzport – mint minden fehérje, a transzkripciós faktorok is a citoplazmában, a riboszómákon készülnek. Ahhoz azonban, hogy ki tudják fejteni hatásukat, be kell jutniuk a sejtmagba.[29] sok esetben ez csak akkor lehetséges (mint fent az ösztrogénreceptor esetében) ha összekapcsolódott egy másik molekulával.[29]
- aktiváció – az előző pontban említett ligandkötés mellett a transzkripciós faktorok aktiválódhatnak foszforilációval is,[30][31] például a STAT proteinek csak foszforiláltan képesek DNS-t kötni. Az aktivációt okozhatja egy másik transzkripciós faktorral vagy kofaktorral alkotott komplex (homo- vagy heterodimer) is.
- DNS-hozzáférhetőség – a kromoszómák nukleoszómákba csomagolt DNS-e a legtöbb transzkripciós faktor számára hozzáférhetetlen, és a szerkezetét előbb más proteineknek fel kell lazítani, hogy a génekhez odaférjenek a szabályozó vagy az RNS-másoló fehérjék.[32] De még ha szerkezeti okok nem is állják útját, a transzkripciós faktoroknak versenyezniük kell a szabályozó régiókért a többi, ellentétes hatású molekulával (aktivátornak a represszorokkal, stb.)
- kofaktorok jelenléte – sok transzkripciós faktor más szabályozó fehérjékkel és egyéb kofaktorokkal komplexet alkotva éri el hatását. A kofaktorok több ilyen komplexben is részt vehetnek, például bizonyos szteroidreceptorok ugyanazt a kofaktort használják, mint a gyulladásos folyamatokat beindító NF-κB, így a szteroidok hatással lehetnek bizonyos szövetek gyulladásaira.[33]

## Szerkezetük

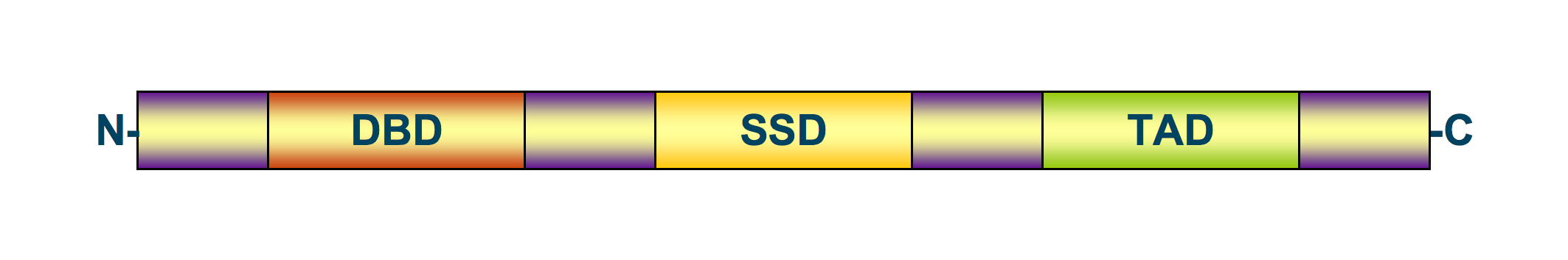
Transzkripciós faktor felépítése: DBD – DNS-kötő domén, SSD – jelérzékelő domén, TAD – transzaktivációs domén. A domének száma és elhelyezkedése változó lehet

A transzkripciós faktorok két, esetleg három doménből felépülő fehérjemolekulák:
- a DNS-kötő domén a DNS enhancer vagy promoter régiójához kötődik és valamennyi transzkripciós faktorban megtalálható.
- a transzaktivációs domén más szabályozófehérjék (pl. transzkripciós faktorok) számára nyújt kötőhelyet. Egyes esetekben mindössze 9 aminosav hosszú. Ilyen domént tartalmaz többek között a p53 és a NF-κB.
- a jelérzékelő domén azokon a faktorokon található meg, amelyek egy jelmolekulát (hormon) kötnek meg az aktiválódásukhoz. Néha a DNS-kötő és jelérzékelő funkciók külön fehérjemolekulákon találhatóak, amelyek komplexben szabályozzák az érintett gén kifejeződését.

## Gyógyászati jelentőségük
A szervezet működésében játszott fontos szerepükből következően ha egy transzkripciós faktor génje mutációt szenved, akkor az könnyen járhat megbetegedéssel, illetve a bizonyos betegségekben gyógyszerek célmolekuláiként lehet őket használni.

### Betegségek
A sejtciklust szabályozó transzkripciós faktorok potenciális onkogének vagy tumorszupresszorok, így mutációik rákos elváltozásokhoz vezethetnek. Az ember esetében három csoportjuk lényeges a tumorképződés során: (1) az NF-κB és az AP-1 család; (2) a STAT család és (3) a szteroidreceptorok.
Az alábbi táblázat néhány egyéb, jól ismert példát tartalmaz:
| Betegség              | Leírás | Kromoszómahely |
| --------------------- | --- | -------------- |
| Rett-szindróma        | az idegfejlődéi zavarokkal járó Rett-szindrómát a MECP2 transzkripciós faktor mutációja okozza                                                  | Xq28           |
| Cukorbetegség         | A cukorbetegség egy ritka, örökletes formáját (MODY-diabétesz) a hepatocita nukleáris faktor vagy az inzulin promoter faktor-1 mutációja okozza | több helyen    |
| Apraxia               | a FOXP2 transzkripciós faktor mutációja okozta mozgáskoordinációs zavar beszédképtelenséggel vagy beszédzavarral járhat                         | 7q31           |
| Autoimmun betegségek  | A FOXP3 mutációja a ritka IPEX-szindrómát okozhatja.                                                                                            | Xp11.23-q13.3  |
| Li-Fraumeni szindróma | a p53 tumorszupresszor mutációja öröklődő, rákos megbetegedésre hajlamosító állapottal jár.                                                     | 17p13.1        |
| Mellrák               | A STAT fehérjecsalád mutációjának szerepe lehet a mellrák kialakulásában                                                                        | több helyen    |
| Egyéb tumorok         | A HOX géncsaládnak több tumortípusban is szerepe lehet.                                                                                         | több helyen    |

### Gyógyszerek
Becslések szerint a jelenleg forgalomban lévő gyógyszerek kb. 10%-a a nukleáris receptor-jellegű transzkripciós faktorokat célozza. Ilyen a mellrák kezelésre alkalmazott tamoxifen, a prosztatarák esetében adott bikalutamid vagy a gyulladásgátlók és anabolikus szteroidok. Működésüket a gyógyszerek közvetetten is befolyásolhatják a jelátviteli láncolat valamelyik tagjára hatva. A gyógyszerkutatások egyik célpontja az eddig relatíve kisebb figyelmet kapott NF-κB. A nem nukleáris receptor-szerű transzkripciós faktorok kis molekulákkal való befolyásolása nehezebb feladat, de ezen a területen is történnek előrelépések.

## Külső hivatkozások
- Calculating transcription factor binding maps for chromatin  Archiválva 2016. augusztus 11-i dátummal a Wayback Machine-ben
- Probability of transcription factor binding to DNA[halott link]
- DBD: Transcription factor database Home. [2008. december 4-i dátummal az eredetiből archiválva]. (Hozzáférés: 2008. március 2.)

## Fordítás
- Ez a szócikk részben vagy egészben  a   Transcription factor című angol Wikipédia-szócikk ezen változatának fordításán alapul.  Az eredeti cikk szerkesztőit annak laptörténete sorolja fel. Ez a jelzés csupán a megfogalmazás eredetét és a szerzői jogokat jelzi, nem szolgál a cikkben szereplő információk forrásmegjelöléseként.